# Daiana Santos
Daiana Silva dos Santos (Júlio de Castilhos, 29 de janeiro de 1982) é uma política brasileira filiada ao Partido Comunista do Brasil (PCdoB).

## Biografia
Daiana Santos nasceu em Júlio de Castilhos, no interior do Rio Grande do Sul. Mudou-se para Porto Alegre aos 13 anos, com a mãe, Odete, uma empregada doméstica. É sanitarista formada pela Universidade Federal do Rio Grande do Sul (UFRGS).

## Carreira política

### Vereadora
Sua estreia em pleitos eleitorais foi em 2020, durante a pandemia de COVID-19. Daiana disputou a eleição municipal de Porto Alegre em 2020, como uma aposta do Partido Comunista do Brasil (PCdoB) em uma mulher negra e ativista da causa LGBT⁣ à ⁣Câmara Municipal de Porto Alegre. Conseguiu eleger-se com 3 715 votos, sendo a primeira vereadora assumidamente lésbica a ser eleita em Porto Alegre.

### Deputada federal
Aproveitando a visibilidade obtida ao conquistar um mandato na Câmara Municipal de Porto Alegre, Daiana concorreu nas eleições estaduais de 2022, também pelo PCdoB, a uma cadeira na Câmara dos Deputados. Foi eleita deputada federal com 88 107 votos, para a 57.ª legislatura (2023–2027) da Casa.
Em 2024, tornou-se presidente da Comissão de Direitos Humanos, Minorias e Igualdade Racial da Câmara dos Deputados, tornando-se a primeira parlamentar LGBT eleita presidente de comissão naquela Casa.

## Desempenho em eleições
| Ano  | Eleição                       | Partido | Cargo            | Votos  | Resultado | Ref.  |
| ---- | ----------------------------- | ------- | ---------------- | ------ | --------- | ----- |
| 2020 | Municipal de Porto Alegre     | PCdoB   | Vereadora        | 3 715  | Eleita    | [ 4 ] |
| 2022 | Estadual no Rio Grande do Sul | PCdoB   | Deputada federal | 88 107 | Eleita    | [ 6 ] |